# クラインの壺 (小説)
『クラインの壺』（クラインのつぼ）は、岡嶋二人の小説である。1989年に新潮社のレーベルである"新潮ミステリー倶楽部"の収録作として、書下ろしで刊行された。1993年新潮文庫刊行、2005年には講談社文庫から刊行された。

## 概要
ミステリー要素とSFをふんだんに取り入れ、当時まだ珍しかったバーチャルリアリティを斬新に取り入れた話が話題になる。表題はこの装置の名前として登場し表と裏の区別がない立体クラインの壺に由来する。物語が進むに従い現実世界（表）と仮想世界（裏）が曖昧になっていく様子が描かれている。岡嶋二人は徳山諄一と井上夢人のコンビであったが本作を境にコンビは解消された。本作の大部分は井上の手による。

## ストーリー
山奥の貸別荘へと隠れ潜んだ上杉彰彦は、自分が此処に至った経緯を一冊の大学ノートに綴り始める。
ゲームブックのシナリオ大賞に応募した作品『ブレインシンドローム』がバーチャルリアリティシステム「クライン2」による最新鋭ゲームの原作として採用され、上杉は高石梨紗と共に「イプシロン・プロジェクト」のテストプレイヤーとしてゲームに参加する事になる。
難易度の高い『ブレインシンドローム』は上杉であっても攻略は難しく、ひんぱんにゲーム内での死を迎える。初心者の梨沙はゲーム内で捕まって拷問される事もあったという。そんなある日、梨沙が突然テストプレイヤーを辞めて失踪してしまう。さらに上杉は、かつて一度だけ会った開発者・百瀬伸夫から「戻れなくなる前に引き返せ」という警告をゲーム内で受け取る。
ゲームの進行とあわせて梨沙の行方を追う上杉は、梨沙の友人であるという少女・真壁七美と知り合い、彼女と協力する事になる。調査を進める上杉は、ゲーム内での強烈な苦痛が肉体にも影響を及ぼす可能性から、梨沙がショック死してしまい、プロジェクトのメンバーが不祥事を隠蔽したのではないかと思い至る。
やがて上杉と七美は調査の中で交流を深めるが、かつてアメリカで起こったクライン記念病院の火災などの事件記録から「イプシロン・プロジェクト」が、現実と寸分たがわぬ仮想世界を見せることを利用した洗脳計画であり、「クライン2」は洗脳装置だという事を突き止める。上杉は七美と共にプロジェクトの面々を糾弾するが、毒ガスを噴霧されて意識を失ってしまう。
目覚めた上杉は「クライン2」の筐体の中に横たわっていた。装置の外には梨沙もいて、上杉は混乱する。実は『ブレインシンドローム』のシナリオには手が加えられていて、ゲームの裏に隠された真実を現実で探るという内容になっていたのだという。七美も何もかも虚構だったと伝えられるが、上杉には信じられない。上杉は梨沙と一夜を共にするも、喪失した現実感を取り戻すことができずに姿を消す。
そして上杉は今、別荘の中で大学ノートに今までの経緯を書いている。百瀬の言った「引き返せ」とはこの事だったのだ。上杉にはもはや此処が「クライン2」の中なのか、本当の現実なのか区別がつかなくなっていた。上杉はそれを確かめるため、全てを書き終わったら風呂場で手首を切るつもりだと書き残す。

## 登場人物
上杉彰彦
ゲームブックの原作をイプシロン・プロジェクトに売る契約を交わし、クライン2を用いたゲームのテストプレーヤーとなる。
高石梨紗
原作のストーリーを知らない視点からのテストプレーヤーとして雇われたアルバイト。後に失踪。
真壁七美
梨紗の友人。上杉とともに、失踪した梨紗を探す。
梶谷孝行
イプシロン・プロジェクト営業企画部長。
笹森貴美子
イプシロン・プロジェクト社長。
ケネス・バトラー
イプシロン・プロジェクト研究所の技術者。ゲームコントロールを担当。
百瀬伸夫
イプシロン・プロジェクト研究所の技術者。ゲーム内で上杉に「戻れ」との警告を与える。

## 書籍
| レーベル             | 発売日         | ISBN          |
| -------------------- | -------------- | ------------- |
| 新潮ミステリー倶楽部 | 1989年10月25日 | 9784106027154 |
| 新潮文庫             | 1993年01月28日 | 9784101080123 |
| 講談社文庫           | 2005年03月15日 | 9784062750172 |

## テレビドラマ

### 概要
NHK教育テレビでジュニアドラマとして、1996年3月18日から3月29日まで全10話でドラマ放映される。本作品で少年ドラマシリーズ復活を目指すが後に続く作品は無く、少年ドラマシリーズの一環として扱われる場合が多い。同年のゴールデンウィークに全二回の総集編も放送される。実質上の作者、井上夢人自らが脚本を書き、ジュニアドラマという位置付けを意識してか、主人公の年齢が中学3年生に引き下げられたり、テストプレイヤーとなった経緯がゲーム大会（電脳戦機バーチャロン）優勝によるものであったり、『ブレインシンドローム』は荒廃した世界で怪物と戦うアクションゲームであるなど、原作から若干の設定変更が見られる。ストーリーについてはほぼ原作通りだが、果たして此処はクライン2の内部なのか現実なのかを自問した主人公が、鏡を殴りつけるという描写で幕を閉じる。

### キャスト
主要人物
- 上杉彰彦 - 国分博
- 真壁七美 - 佐藤藍子
- 高石梨紗 - 中山忍
- 梶谷 - 嶋田久作
- 笹森貴美子 - 小野みゆき
- ケネス・バトラー - マーク・デントン
- 豊浦 - 須藤公一

その他の出演者
- 岩尾拓志
- 小川よりこ
- 黒川明子
- 大塚良平
- 石川智也
- 佐野雅広
- 三谷いつか
- 根上彩
- 蛭田有希子
- 服田美鈴
- 河合絃司

声の出演
- 西村智博
- 勝生真沙子
- 中村秀利

### スタッフ
- 原作 - 岡嶋二人
- 脚本 - 井上夢人、川上英幸
- 音楽 - 川井憲次
- 美術 - 佐々木和郎、西之原豪
- 技術 - 熊谷正志
- 音響効果 - 栃木康幸、稲葉護
- 撮影 - 今井輝
- 照明 - 川口栄紀
- 音声 - 寺内孝王
- 映像技術 - 岩岡良和、中沢一郎、新見琢司
- 美術進行 - 名和正彦、佐藤綾子
- 記録 - 武笠一美
- 編集 - 萩原一則、多忠貴、山崎賢一
- CG制作 - 田中秀幸、小倉剛、富樫誠、小川栄規
- コーディネーター - 田村明彦
- 撮影協力 - オーストラリア クイーンズランド州
- 演出 - 吉國勲、松本憲治
- 制作統括 - 中村哲志
- 制作・著作 - NHK